# 山崎巌 (脚本家)
山崎 巌（やまざき がん、1929年11月4日 - 1997年3月8日）は、日本の脚本家、小説家である。

## 人物・来歴
1929年（昭和4年）11月4日、神奈川県横浜市に生まれる。
第二次世界大戦終了後、明治大学専門部文科を卒業し、化粧品をセールスしたり、通訳を務めたり、 1950年（昭和25年）6月に勃発した朝鮮戦争で設立された特需会社、あるいは相互金融会社に勤務した。
1955年（昭和30年）、同年下村明が発表した小説『黒帯三国志』の映画化に参加、松浦健郎、谷口千吉とともに脚色した。同作は、谷口が監督、東宝が製作して、翌1956年（昭和31年）1月29日に公開され、映画脚本家としてデビューした。デビュー第2作は、同年、ひきつづき松浦とともに宮本幹也の小説『大学の石松』を脚色、伊賀山正徳が監督し、東映東京撮影所が製作、東映が配給して同年5月18日に公開された。
オリジナルシナリオ『浮草の宿』が日活に採用され、鈴木清太郎（現在の鈴木清順）が監督し、1957年（昭和32年）1月9日に公開される。同年、日活と脚本家として専属契約を結んだ。以降、1970年（昭和45年）、日活を退社、フリーランスとなるまでに、100本を超える脚本を執筆した。
1991年（平成3年）、新潮社から時代小説『五稜郭へ六万両』を書き下ろしで上梓、小説家としてデビューする。1993年（平成5年）には自伝的小説『夢のぬかるみ』を同社から上梓する。
1997年（平成9年）3月8日、横浜市中区の横浜掖済会病院で尿管癌のため死去した。満67歳没。妻は小説家の山崎洋子。

## フィルモグラフィ

### 初期
1956年
- 『黒帯三国志』 : 監督谷口千吉、共同脚本松浦健郎・谷口千吉、東宝
- 『大学の石松』 : 監督伊賀山正徳、共同脚本松浦健郎、東映東京撮影所

### 日活
1957年
- 『浮草の宿』 : 監督鈴木清太郎（鈴木清順） - 原作・脚本
- 『十代の罠』 : 監督野口博志

1957年
- 『乳房と銃弾』 : 監督野口博志
- 『夜霧の第二国道』 : 監督舛田利雄
- 『羽田発7時50分』 : 監督舛田利雄
- 『大阪娘と野郎ども』 : 監督春原政久、共同脚本柳沢類寿
- 『第3号倉庫』 : 監督小林桂三郎
- 『東京午前三時』 : 監督小杉勇 - 原作・脚本
- 『危険な群像』 : 監督野口博志

1959年
- 『単車で飛ばそう』 : 監督井田探
- 『女を忘れろ』 : 監督・共同脚本舛田利雄
- 『今日に生きる』 : 監督舛田利雄、共同脚本江崎実生
- 『男が爆発する』 : 監督舛田利雄、共同脚本江崎実生
- 『ゆがんだ月』 : 監督松尾昭典
- 『0番街の狼』 : 監督野口博志
- 『浮気の季節』 : 監督阿部豊、原作・共同脚本松浦健郎
- 『ギターを持った渡り鳥』 : 監督斎藤武市、共同脚本原健三郎
- 『無言の乱斗』 : 監督・共同脚本西河克己

1960年
- 『口笛が流れる港町』 : 監督斎藤武市、脚本松浦健郎 - 原作
- 『傷だらけの掟』 : 監督阿部豊、共同脚本野村孝
- 『拳銃無頼帖 抜き射ちの竜』 : 監督阿部豊
- 『海から来た流れ者』 : 監督山崎徳次郎、共同脚本大川久男
- 『六三制愚連隊』 : 監督・共同脚本西河克己
- 『渡り鳥いつまた帰る』 : 監督斎藤武市、共同脚本大川久男
- 『海を渡る波止場の風』 : 監督山崎徳次郎、共同脚本大川久男
- 『俺は銀座の騎兵隊』 : 監督野口博志
- 『赤い夕陽の渡り鳥』 : 監督斎藤武市、共同脚本大川久男
- 『若い突風』 : 監督・共同脚本西河克己
- 『拳銃無頼帖 不敵に笑う男』 : 監督野口博志
- 『南海の狼火』 : 監督山崎徳次郎
- 『英雄候補生』 : 監督牛原陽一
- 『大草原の渡り鳥』 : 監督斎藤武市
- 『竜巻小僧』 : 監督・共同脚本西河克己
- 『大暴れ風来坊』 : 監督山崎徳次郎、脚本中久保信成・市川佐登志 - 構成
- 『くたばれ愚連隊』 : 監督鈴木清順
- 『俺の故郷は大西部』 : 監督西河克己

1961年
- 『波濤を越える渡り鳥』 : 監督斎藤武市
- 『街から街へつむじ風』 : 監督松尾昭典、共同脚本山田信夫
- 『夜の挑戦者』 : 監督野口博志
- 『東京騎士隊』 : 監督鈴木清順
- 『破れかぶれ』 : 監督蔵原惟繕、脚本山田信夫・阿部桂一 - 原作
- 『早射ち野郎』 : 監督野村孝
- 『風に逆らう流れ者』 : 監督山崎徳次郎
- 『大海原を行く渡り鳥』 : 監督斎藤武市
- 『有難や節 あゝ有難や有難や』 : 監督西河克己
- 『北上夜曲』 : 監督中島義次、共同脚本竹森竜馬
- 『闇に流れる口笛』 : 監督牛原陽一、共同脚本安東穂夫
- 『赤い荒野』 : 監督野口博志、共同脚本安東穂夫
- 『大森林に向って立つ』 : 監督野村孝、共同脚本吉田憲二
- 『波止場気質』 : 監督山崎徳次郎、共同脚本安東穂夫
- 『紅の銃帯』 : 監督小杉勇、共同脚本中西隆三
- 『黒い傷あとのブルース』 : 監督・共同脚本吉田憲二

1962年
- 『北帰行より 渡り鳥北へ帰る』 : 監督斎藤武市
- 『抜き射ち風来坊』 : 監督小杉勇
- 『激流に生きる男』 : 監督・共同脚本吉田憲二、共同脚本野村孝
- 『借別の歌』 : 監督野口博志、共同脚本山野良夫
- 『ひとり旅』 : 監督斎藤武市、共同脚本中西隆三
- 『金門島にかける橋』 : 監督松尾昭典、共同脚本江崎実生、日活・中央電影

1963年
- 『探偵事務所23 くたばれ悪党ども』 : 監督鈴木清順
- 『波止場の賭博師』 : 監督山崎徳次郎、共同脚本大工原正泰
- 『俺は地獄の部隊長』 : 監督古川卓巳、共同脚本伊藤道夫
- 『太陽への脱出』 : 監督舛田利雄、共同脚本山田信夫
- 『関東遊侠伝』 : 監督松尾昭典
- 『遊侠無頼』 : 監督野口晴康、共同脚本小川英

1964年
- 『赤いハンカチ』 : 監督・共同脚本舛田利雄、共同脚本小川英
- 『東海遊侠伝』 : 監督井田探、共同脚本藤崎誠孝
- 『こんにちは赤ちゃん』 : 監督井田探、共同脚本才賀明
- 『抜き射ちの竜 拳銃の歌』 : 監督野口晴康、共同脚本佐藤道雄
- 『夕陽の丘』 : 監督松尾昭典、共同脚本國弘威雄
- 『さすらいの賭博師』 : 監督牛原陽一
- 『黒いダイスが俺を呼ぶ』 : 監督・共同脚本井田探
- 『ギター抱えたひとり旅』 : 監督山崎徳次郎、共同脚本坂田安雄
- 『黒い海峡』 : 監督江崎実生、共同脚本甲斐久尊

1965年
- 『さすらいは俺の運命』 : 監督・共同脚本井田探
- 『三匹の野良犬』 : 監督牛原陽一
- 『怪盗X 首のない男』 : 監督小杉勇
- 『マカオの竜』 : 監督・共同脚本江崎実生

1966年
- 『放浪のうた』 : 監督野村孝、共同脚本中野顕彰・野村孝
- 『三匹の牝猫』 : 監督井田探
- 『アジア秘密警察』 : 監督松尾昭典

1967年
- 『星よ嘆くな 勝利の男』 : 監督・共同脚本舛田利雄
- 『大巨獣ガッパ』 : 監督野口晴康、共同脚本中西隆三
- 『夕陽が泣いている』 : 監督森永健次郎
- 『七人の野獣』 : 監督・共同脚本江崎実生 - 原作・脚本
- 『錆びたペンダント』 : 監督・共同脚本江崎実生
- 『七人の野獣 血の宣言』 : 監督・共同原作・共同脚本江崎実生 - 原作・脚本
- 『黄金の野郎ども』 : 監督・共同脚本江崎実生

1968年
- 『星影の波止場』 : 監督西村昭五郎
- 『男の掟』 : 監督・共同脚本江崎実生
- 『女浮世風呂』 : 監督井田探、青山プロ / 日活
- 『無頼非情』 : 監督・共同脚本江崎実生
- 『ある色魔の告白 色欲の果て』 : 監督江崎実生、青山プロ / 日活
- 『秘帳 女浮世草紙』 : 監督井田探、青山プロ / 日活
- 『BG・ある19才の日記 あげてよかった!』 : 監督丹野雄二、共同脚本才賀明

1969年
- 『地獄の破門状』 : 監督・共同脚本舛田利雄
- 『女番長 仁義破り』 : 監督江崎実生
- 『やくざ渡り鳥 悪党稼業』 : 監督江崎実生
- 『博徒百人』 : 監督野村孝
- 『あらくれ』 : 監督長谷部安春
- 『残酷おんな私刑』 : 監督丹野雄二
- 『昇り竜やわ肌開張』 : 監修石井輝男、監督葛生雅美
- 『さくら盃 仁義』 : 監督内川清一郎、ニューセンチュリー / 日活
- 『博徒百人 仁侠道』 : 監督野村孝
- 『傷害恐喝  前科十三犯』 : 監督松尾昭典、共同脚本西田一夫
- 『やくざ番外地 抹殺』 : 監督柳瀬観、共同脚本西田一夫

1970年
- 『残酷おんな情死』 : 監督西村昭五郎、共同脚本下川正
- 『ハレンチ学園』 : 監督丹野雄二、共同脚本鴨井達比古、日東プロ・ピロ企画 / 日活
- 『鮮血の記録』 : 監督野村孝、共同脚本山口清一郎、日活 / ダイニチ映配
- 『ハレンチ学園 身体検査の巻』 : 監督丹野雄二、共同脚本鴨井達比古、日活 / ダイニチ映配
- 『いちどは行きたい女風呂』 : 監督江崎実生、日活 / ダイニチ映配
- 『女子学園 悪い遊び』 : 監督江崎実生、日活 / ダイニチ映配

### フリーランス
1971年
- 『新・ハレンチ学園』 : 監督林功、共同脚本鴨井達比古、日活 / ダイニチ映配
- 『女子学園 おとなの遊び』 : 監督加藤彰、日活 / ダイニチ映配
- 『夜の最前線 東京(秘)地帯』 : 監督井田探、共同脚本小川英、日活 / ダイニチ映配
- 『谷岡ヤスジのメッタメタガキ道講座』 : 監督江崎実生、共同脚本鴨井達比古、日活 / ダイニチ映配
- 『喜劇 男の顔は人生よ』 : 監督江崎実生、共同脚本前田宏司、日活 / ダイニチ映配
- 『喜劇 花嫁戦争』 : 監督・共同脚本斎藤耕一、松竹・ホリプロダクション

1973年
- 『高校生無頼控 感じるウ～ムラマサ』 : 監督・共同脚本江崎実生、国際放映・東宝

1976年
- 『キンキンのルンペン大将』 : 監督・共同脚本石井輝男、東映東京撮影所

### テレビ映画
- 『プレイガール』 : 東映・東京12チャンネル、1969年 - 1976年
- 『遠山の金さん捕物帳』 : 東映・NET、1970年
- 『大江戸捜査網』第2期 : 日活・東京12チャンネル、1972年 - 1973年
- 『ベルサイユのトラック姐ちゃん』 : NET・東映、1976年
- 『隠し目付参上』 : 毎日放送・三船プロダクション、1976年
- 『女王陛下のプティアンジェ』 : 日本アニメーション・朝日放送、アニメーション、1977年 - 1978年
- 『野球狂の詩』 : フジテレビジョン・日本アニメーション、アニメーション、1977年 - 1978年
- 『江戸の牙』 : テレビ朝日・三船プロダクション、1979年 - 1980年
- 『新・大江戸捜査網』 : ヴァンフィル・テレビ東京、1984年
- 『隠密・奥の細道』 : テレビ東京・Gカンパニー、1988年 - 1989年
- 『大江戸捜査網』 : テレビ東京・Gカンパニー、1990年 - 1992年

## 著書
国立国会図書館蔵書。
- 『五稜郭へ六万両』新潮社（新潮書下ろし時代小説）、1991年
- 『夢のぬかるみ』新潮社、1993年
- 『爆殺航路』PHP研究所、1995年

## 註
1. 1 2 3  『日本映画の模索 - 講座日本映画 6』、編著今村昌平・新藤兼人・山田洋次・佐藤忠男・鶴見俊輔、岩波書店、1987年 ISBN 4000102567, p.193.
2. ↑  黒帯三国志、国立国会図書館、2010年1月22日閲覧。
3. ↑  黒帯三国志、日本映画データベース、2010年1月22日閲覧。
4. ↑  大学の石松、日本映画データベース、2010年1月22日閲覧。
5. ↑  浮草の宿、日本映画データベース、2010年1月22日閲覧。
6. ↑  山崎巌、日本映画データベース、2010年1月22日閲覧。
7. ↑  山崎洋子、直木賞のすべて、2010年1月22日閲覧。
8. ↑  OPAC NDL 検索結果、国立国会図書館、2010年1月22日閲覧。